# Morant Bay
Morant Bay is een stad in het zuidwesten van Jamaica. De stad is de hoofdstad van de parish Saint Thomas. In 1865 was dit de plek waar onder leiding van Paul Bogle de Morant Bay Rebellion begon. Deze grote opstand was een keerpunt in de geschiedenis van het eiland. Hierna zijn er veel zaken ingrijpend veranderd op Jamaica.

## Partnersteden
- Hartford